# Henrich Henrichsen Beck
Denne artikel bygger på et opslag i Dansk Biografisk Leksikon fra 1888
Henrich Henrichsen Beck (født 22. marts 1799 i Aalborg, død 26. november 1863 i Sorø) var en dansk zoolog.
Becks far var handelsgartner. I 1818 dimitteredes han fra sin fødebys skole og tog derefter fat på naturvidenskabelige studier, navnlig botanik og zoologi. For besvarelsen af en prisopgave (en systematisk fortegnelse over Danmarks sommerfugle) vandt han i 1823 Universitetets guldmedalje. Fra Gøttingen erholdt han diplom som dr. phil., fik derefter ansættelse som inspektør ved daværende prins Christians partikulære konkyliekabinet og som assistent ved det kgl. naturhistoriske museums 4. afdeling, hvorfra han entledigedes (frigjordes) i oktober 1849. I 1831 blev han assistent ved universitetsmuseets zoologiske afdeling (entlediget 1845) og i 1840 inspektør ved Christian 8.’s private zoologiske samling (entlediget 1848). Han var gift med biskop Peder Krog Meyers datter Elisa, der døde 3. maj 1881. Af rejser i udlandet foretog han kun en enkelt (1835-36), på hvilken han besøgte Tyskland, Holland, Frankrig og England. Sine sidste leveår tilbragte han i Sorø, hvor han døde 1863.
Beck var en begavet og kundskabsrig mand, men hans videnskabelige virksomhed har kun efterladt få spor i litteraturen. Han havde, navnlig på malakologiens område, et skarpt blik for formerne og deres indbyrdes systematiske stilling, men han manglede udholdenhed til at fuldføre sine undersøgelser. Derfor foreligger der kun så få afsluttede arbejder fra hans hånd, medens flere af hans efterladte manuskripter, trods deres fragmentariske beskaffenhed, vidne om hans ikke almindelige evner. Hans mest bekendte arbejde er det ufuldførte katalog over Christian 8.’s konkyliesamling: Index molluscorum præsentis ævi musei principis augustissimi Christiani Frederici, Fasc. 1-2 (1837). Det dertil hørende billedværk, Museum Regis Christiani VIII, udkom aldrig, og kun 12 tavler gjordes færdige. I udenlandske tidsskrifter findes enkelte mindre notitser af ham, og af et større arbejde, Gæa Danica, fuldførtes kun tre tavler. – Han var bror til den ansete handelsgartner Jens Peter Michael Beck (død 1842).